# Santander Consumer Technology Services
Santander Consumer Technology Services GmbH (ehemals Isban DE GmbH) ist eine 100-prozentige Tochter der Santander Consumer Bank AG, die wiederum Teil der spanischen Grupo Santander ist. Die Santander Consumer Technology Services GmbH hat ihren Sitz in Mönchengladbach.
Das Unternehmen ist Teil des Bereiches „Technology and Operations“ und damit verantwortlich für die Softwareentwicklung sowie die Systemintegration der von den einzelnen Unternehmen der Grupo Santander genutzten Systeme.

## Unternehmensgeschichte
Die Santander Consumer Technology Services GmbH (ehemals Isban DE GmbH) wurde 2003 gegründet. Zum Konzernbereich IT & Operations der Grupo Santander gehört außerdem die Santander Consumer Operations Services GmbH (Back-Office-Services). Die beiden Unternehmen haben eine direkte Anbindung an die deutsche Unternehmenszentrale der Santander Consumer Bank AG in Mönchengladbach und arbeiten ausschließlich für die Unternehmen innerhalb der Grupo Santander, die weltweit zu den zehn führenden Finanzinstituten in Europa gehört und die größte Bank in Spanien ist.

## Geschäftsfeld
Die Santander Consumer Technology Services GmbH versteht sich als Berater und Integrator, der für den gesamten Software Engineering-Prozess von der ersten Idee bis hin zur erfolgreichen Implementierung des Softwareentwicklungsprodukts bei der Santander Consumer Bank AG verantwortlich ist. Im Zuge des effizienten Projektmanagements verantwortet das Unternehmen die Moderation, Überwachung und Verfolgung von Prozessen sowie Qualitätsmanagement und Management von Budget, Ressourcen und Zeit. Gemeinsam mit der Santander Consumer Bank werden signifikante Produktionsindikatoren für Lieferanten wie Softwareunternehmen und -anbieter definiert, um Entwicklungsmöglichkeiten zu identifizieren und Entwicklungsschritte zu dokumentieren.
Durch die Integrationsprozesse verschiedener Systemlandschaften im Rahmen von Transformationsprojekten gewährleistet die Santander Consumer Technology Services GmbH eine kontinuierliche Systemverfügbarkeit, da bei der Durchführung alle Phasen des Software-Life-Cycles berücksichtigt werden.
Mit der Partenón-Architektur steht der Retail Banking-Division der Grupo Santander in Europa und den USA ein Banking-System zur Verfügung, das seinen Fokus auf die Funktionalität von Bankprodukten und -dienstleistungen setzt. Partenón ist ein Kernbankensystem, das die Betriebs- und Steuerungsumgebung konsolidiert, so dass den Banken eine zentrale Plattform für die Registrierung, Verwaltung und Nachverfolgung von Transaktionen zur Verfügung steht.
Die Grupo Santander hat eine technologische Plattform, die auf einer ganzheitlich ausgerichteten Software für Finanzinstitute basiert. Innerhalb der Grupo Santander wird diese Software „Alhambra“ genannt. Es ist eine Multichannel-Architektur-Lösung, die auf dem Kernbankensystem Partenón aufbaut und sich aus den folgenden Systemen zusammensetzt:
- Portale
- Kundenorientierte Managementsysteme
- Kundenspezifische Prozesse
- Multi Channel Services

Neben der Softwareentwicklung ist die Santander Consumer Technology Services GmbH ebenfalls für die Wartung und Instandhaltung von Hardware sowie die Pflege der Software verantwortlich. Dazu gehören z. B. die Analyse und Behebung von Fehlern sowie die Umsetzung von Change Requests.

## Weblink
- Website der Santander Global Technology and Operations